# Henrik Lundqvist

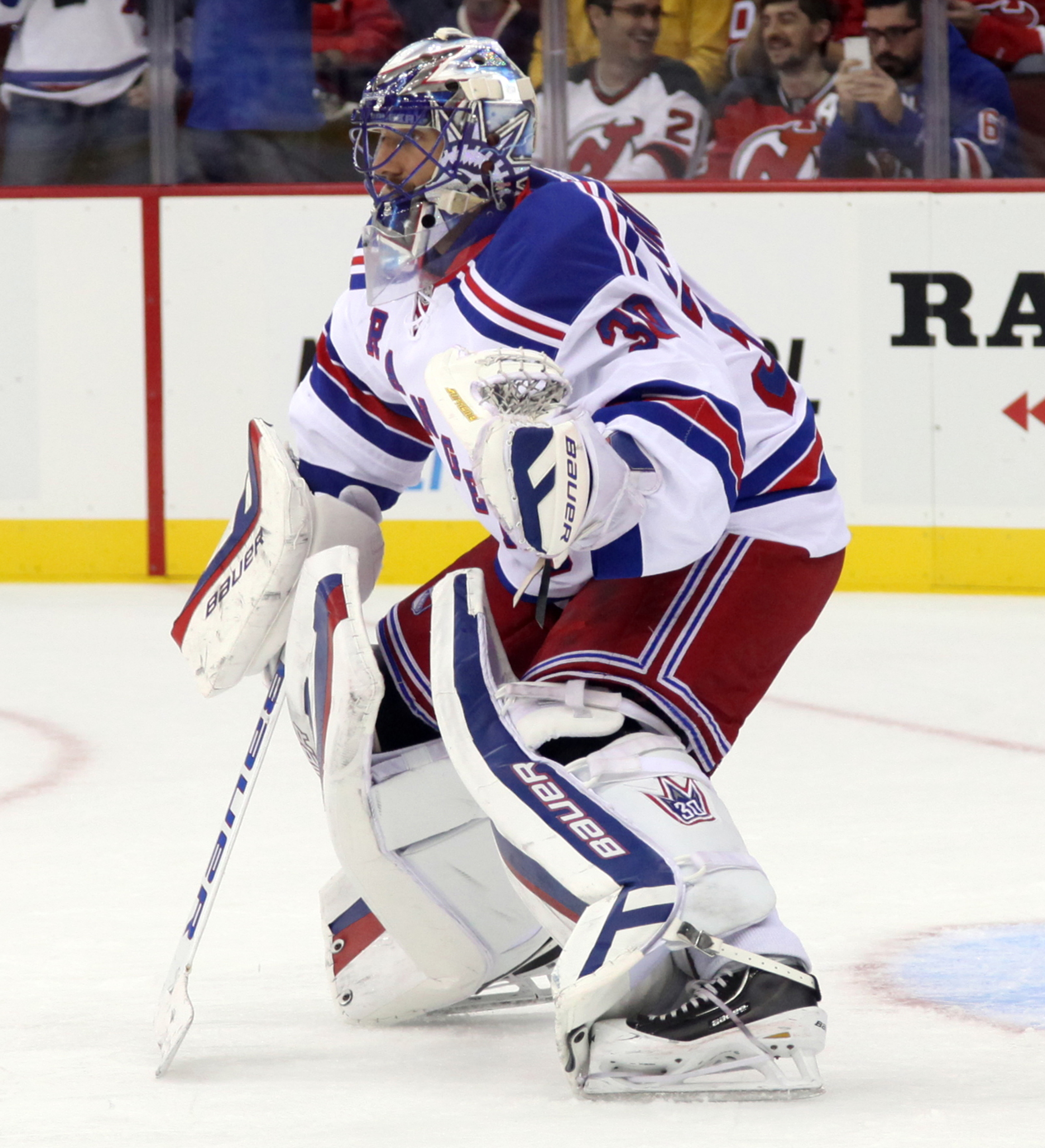
Henrik Lundqvist vaktar New York Rangers målbur i oktober 2014.

Björn Henrik Lundqvist, född 2 mars 1982 i Åre församling, Jämtlands län, är en svensk före detta professionell ishockeymålvakt. Han spelade 15 säsonger för New York Rangers i NHL. Hans tröjnummer, 30, pensionerades av Rangers den 28 januari 2022.
Lundqvist spelade under juniortiden tillsammans med sin tvillingbror Joel Lundqvist i Järpens IF och därefter Rögle BK, innan båda gick vidare till Frölunda HC. Inom kort draftades han av New York Rangers i 7:e rundan, som 205:e namn totalt. 2023 blev Lundqvist som åttonde svensk invald i NHL:s Hockey Hall of Fame.

## Karriär

### Elitserien och Sveriges landslag
Elitseriedebuten med Frölunda HC kom 21 september 2000, då Lundqvist var 18 år. Han blev med tiden mer betrodd mellan stolparna, framför allt under säsongen 2002/2003, där han och kollegan, Fredrik Norrena, var högst bidragande till SM-titeln samma säsong (klubbens första sedan 1965). Lockoutsäsongen 2004–05 förhindrade Lundqvist från att göra debut i NHL. Trots att Lundqvist under säsongen fick möta flera NHL-stjärnor i Elitserien lyckades han slå fyra slutspelsrekord: minst mål insläppta i snitt per match (1,05), bästa räddningsprocent (96,2), längsta tid utan att släppa in ett mål (172 minuter, 29 sekunder) samt flest nollor i ett slutspel (6). Som en följd blev han den förste att tilldelas Honkens trofé, Guldhjälmen och Guldpucken under en och samma säsong samt vann sitt andra SM-guld på fyra raka slutspel med Frölunda Indians.
Efter en framgångsrik juniortid, då Lundqvist kom att bli den målvakt som spelat flest matcher med småkronorna, debuterade han den 10 november 2002 i Tre Kronor i Karjala Cup i Helsingfors. Lundqvist blev därefter även uttagen i 2003 års VM-trupp, då som tredjemålvakt bakom Tommy Salo och Mikael Tellqvist - när ett kraftigt NHL-förstärkt Sverige tog en silvermedalj. I därpå följande VM-turnering, år 2004, var Lundqvist förstemålvakt och blev uttagen i turneringens All Star-lag då Sverige vann ett nytt silver. Lundqvist och Jörgen Jönsson var sedan de enda elitseriespelare som blev uttagna till World Cup 2004, där alla NHL-proffsen var med, men där fick Lundqvist åter vara tredjemålvakt bakom Tommy Salo och Mikael Tellqvist. I VM 2005 var han tillbaka i mål men turneringen slutade med en snöplig förlust i bronsmatchen mot Ryssland. När Lundqvist hade etablerat sig i NHL blev han självskriven förstemålvakt då Tre Kronor år 2006 tog guld i OS i Turin. Sedan dess har Lundqvist spelat fyra turneringar med Sverige; VM 2008, OS 2010 samt OS 2014 och senast VM 2017. I OS 2014 blev resultatet ett silver för Sverige och i World Cup 2016 blev de utslagna av Europalaget. I VM 2017 blev det guld efter att Sverige besegrade Kanada i finalen och Lundqvist räddade samtliga fyra kanadensiska straffar.

### NHL
Efter säsongen 2004/05 valde Lundqvist att lämna Elitserien för spel i NHL i New York Rangers. Lundqvist blev den förste svenske målvakt som gått in direkt, utan farmarlagsspel, i ett NHL-lag. Efter att till en början ha varit backup åt Kevin Weekes lyckades Lundqvist relativt snabbt bli förstemålvakt, varefter Rangersfansen gav honom smeknamnet "King Henrik". NHL-debuten kom den 8 oktober 2005, Lundqvist höll sin första nolla den 17 oktober 2005 (mot Florida Panthers), och blev därmed den förste rookiemålvakten i Rangers sedan 1985 att hålla nollan. Med 30 segrar slog Lundqvist under säsongen ett nytt klubbrekord för rookies och Lundqvist har sedan dess rankats som Rangers främsta stjärna.
Den 13 februari 2008 skrev Lundqvist på ett sexårskontrakt med New York Rangers, värt 41,25 miljoner dollar, vilket med 6,875 miljoner per säsong denna tid gjorde honom till NHL:s högst betalda målvakt, sett till snittlön i relation till kontraktslängd. Lundqvist blev den förste Rangers-målvakten sedan 1928/29 att hålla nollan tio gånger under en och samma säsong, och säsongen 2010/11 höll Lundqvist nollan 11 gånger. Säsongerna 2009–10 och 2017-18 undantagna har Rangers nått slutspel under Lundqvists samtliga säsonger i klubben och Lundqvist är den ende målvakten i NHL-historien som vunnit minst 30 matcher under var och en av sina sju första säsonger (det tidigare rekordet var på tre säsonger). Under 2011/12 satte Lundqvist sitt rekord i tid att hålla nollan i NHL, vilket blev 182 minuter och 37 sekunder. I Stanley Cup-slutspelet 2012 var Lundqvist en bidragande faktor till att Rangers nådde sin första semifinal sedan 1997. De två matcherna som Rangers vann där höll Lundqvist nollan, vilket är ovanligt under samma matchserie i Stanley Cup.
Säsongen 2011–12 slutade med att Lundqvist den 20 juli 2012 i Las Vegas vann sin första Vezina Trophy, vilket tilldelas NHL-säsongens bäste målvakt. Vid omröstningen bland NHL-klubbarnas managers vann han med en stor marginal på 57 poäng mot tvåan Jonathan Quick. Förutom Pelle Lindbergh 1985 och Linus Ullmark 2023 är Lundqvist den enda svensk som vunnit priset.
I Stanley Cup-slutspelet 2014 nådde Rangers sin första final på 20 år (men förlorade med 1–4 i matcher mot Los Angeles Kings). I den sista matchen i Eastern Conference-finalen mot Montreal Canadiens, hemma i Madison Square Garden den 29 maj 2014, höll Lundqvist nollan och noterade därmed sin 42:a slutspelsseger för NY Rangers som innebar nytt klubbrekord.
Den 12 februari 2017 noterade Lundqvist sin 400:e seger som NHL-målvakt. Han var den förste europeiske målvakten att nå den gränsen, först i klubbens historia att göra det och därtill den som uppnått 400 segrar snabbast av alla målvakter i NHL-historien.
Den 3 oktober 2019 var det i säsongens öppningsmatch (mot Winnipeg Jets) dags för den 450:e segern, en notering Lundqvist blev den sjätte målvakten i NHL-historien att nå. Bara Martin Brodeur har vunnit fler matcher med samma lag. Lundqvists 43 räddningar i matchen var därtill tangerat klubbrekord för en säsongsöppning (rekordet delas med Gump Worsley som noterade lika många räddningar 1955). Säsongen i övrigt blev dock en stor missräkning för Lundqvist som hade sämst statistik av NY Rangers målvakter, miste sin plats som förstemålvakt, och 21 februari 2020 fanns han för första gången inte ens med i NY Rangers matchtrupp utan att fördenskull vara skadad.
Den 4 december 2013 skrev Lundqvist på en kontraktsförlängning med NY Rangers som med genomsnittslönen $8,5 miljoner per år under sju år gjorde honom till ligans högst betalda målvakt. Lundqvist tjänade $39,5 miljoner för de fyra första säsongerna på det nya kontraktet.
Inför säsongen 2020/2021 köpte New York Rangers ut Henrik Lundqvist, som då hade ett år kvar på sitt kontrakt med laget. De hade då redan två stycken målvakter som de rankade högre än Henrik Lundqvist och hade inte råd att hålla sig med tre ordinarie målvakter. Utköpet innebär att klubben får ett lite högre lönetak, men de har skyldighet att fortsätta att betala en del av den kontraktsbundna lönen, även om han går till en annan klubb.
Det var tänkt att han skulle spela för Washington Capitals i NHL inför säsongen 2021. Han kom dock inte till spel då på grund av medicinska problem. Han avslutade ishockeykarriären sommaren 2021.
2023 invaldes Henrik Lundqvist i NHL:s Hockey Hall of Fame som åttonde svensk genom tiderna. Efter talet, i vilket han tackat sin familj, skanderade publiken "Henrik".

### Meriter och utmärkelser i urval

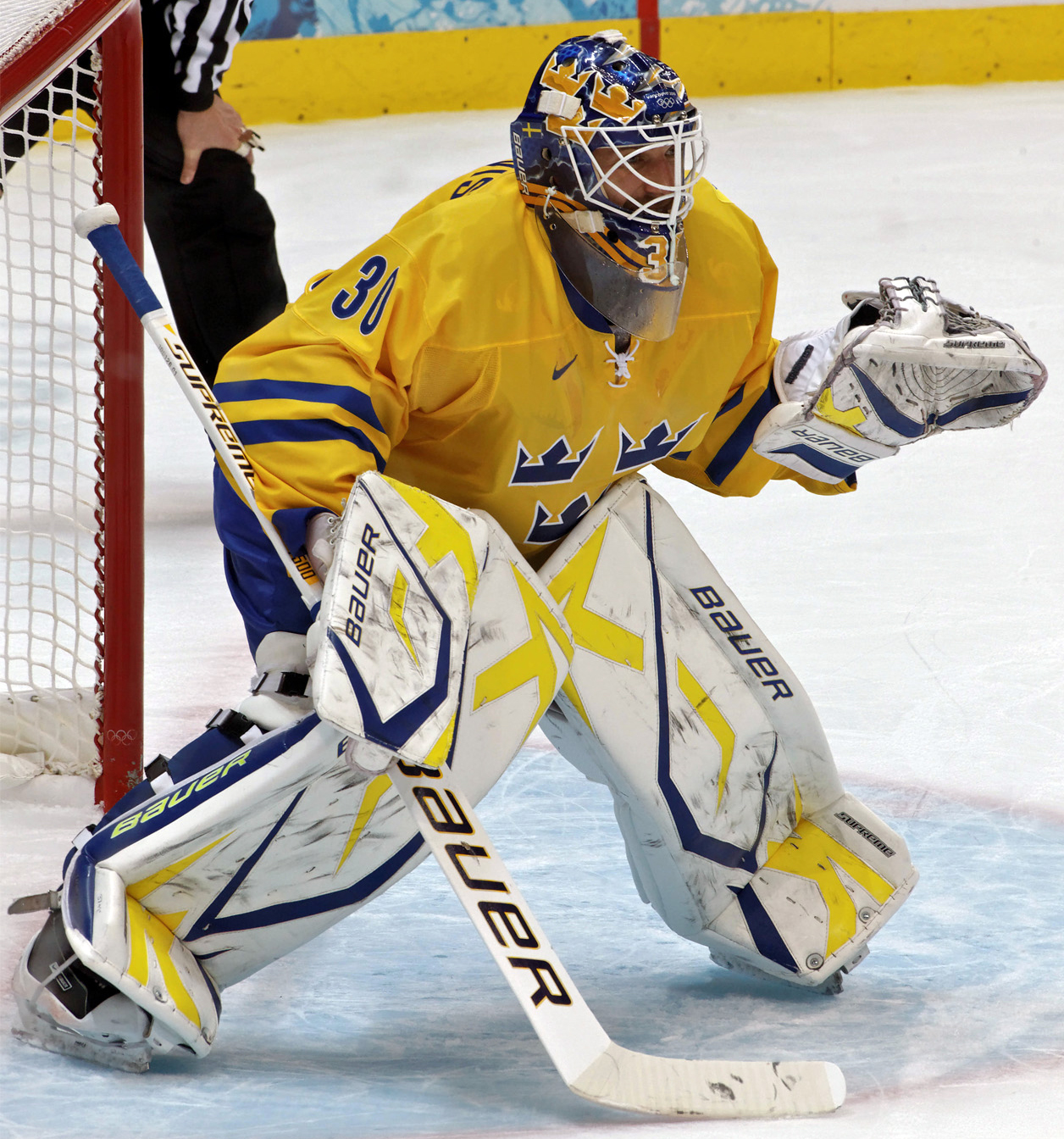
Lundqvist under OS 2010.

Ingen annan svensk NHL-målvakt har vunnit fler matcher eller hållit nollan fler gånger än Lundqvist. Inte heller har någon annan målvakt vunnit fler matcher och hållit fler nollor i NY Rangers. Vidare har Lundqvist vid fyra tillfällen (2009, 2011, 2012 och 2018) blivit uttagen samt deltagit i NHL:s årliga All Star-match. År 2012 blev Lundqvist utsedd till NHL:s bäste målvakt då han vann Vezina Trophy.
- Landskamper: 74 A, 66 J
- JVM-brons 2000
- Årets junior i svensk ishockey 2002
- SM-guld 2003, 2005
- VM-silver 2003, 2004
- Honkens trofé 2003, 2004, 2005
- Bäste målvakt i VM 2004
- European Hockey.Net European Player of the Month: mars 2005, april 2005[28]
- Guldhjälmen 2005
- Guldpucken 2005
- OS-guld 2006
- NHL All-Rookie Team 2006
- MetLife/Steven McDonald Extra Effort Award 2006
- New York Rangers Team Award (MVP) 2007, 2008, 2009, 2010, 2011, 2012, 2013, 2016
- Nominerad till Vezina Trophy 2006, 2007, 2008, 2013
- Nominerad till Hart Memorial Trophy 2012
- Nominerad till Ted Lindsay Award 2012
- Vinnare av Vezina Trophy 2012
- Flest vinster av en New York Rangers-målvakt
- Flest nollor av en New York Rangers-målvakt
- VM-guld 2017
- Utsågs till Tidernas Målvakt och ingick i Tidernas All-Star Team när Svenska ishockeyförbundet firade hundra år med Tidernas hockeygala i Avicii arena den 17 november 2022.

### Reklam
Sedan 2012 är Henrik Lundqvist ambassadör för schampomärket Head & Shoulders och har spelat in flera reklamfilmer. Genom reklamfilmerna har han blivit känd för en annan publik – som ”schampokillen” – något som Lundqvist också parodierat i en av reklamfilmerna.

## Familj och bakgrund
Henrik Lundqvist har en NHL- och landslagsmeriterad (40 minuter yngre) tvillingbror vid namn Joel Lundqvist som spelar forward i Frölunda HC. När de två möttes i NHL (det första mötet ägde rum på bortaplan mot Dallas Stars den 14 december 2006), blev Lundqvist den förste målvakten i NHL-historien att behöva möta sin tvillingbror. Rangers och Henrik vann matchen, och Joel lyckades inte göra mål på sin tvillingbror.
Bröderna har en äldre syster, Gabriella (född 1978). Familjen bodde i Åre till 1993 då systern började på tennisgymnasiet i Båstad, vilket föranledde flytten söderut. Syskonskarans farmors mor var rikslottachefen Märta Stenbeck.
I augusti 2011 gifte sig Henrik Lundqvist med Therese Andersson, med vilken han har två döttrar.

## Klubbar
- Järpens IF  (Moderklubb) 1990–1993
- Rögle BK 1993–1999
- Mölndal Hockey 2000–2001 (Utlånad från Frölunda HC)
- Frölunda HC 1999–2005
- New York Rangers 2005–2020
- Washington Capitals 2020–2021 (spelade inga matcher för dem)